# Pavla Uršič
Pavla Uršič, slovenska harfistka, * 5. december 1931, Ljubljana, † 2. februar 2011, Ljubljana.

## Življenje in delo
Uršič Pavla, 1. poročena Petrič, 2. poročena Kunej se je rodila v družini uradnika Petra Uršiča in Elizabete rojene Varl. V Ljubljani je obiskovala osnovno šolo in nižjo gimnazijo (1943–50), nato srednjo glasbeno šolo, ki jo je končala 1954. Študij harfe je nadaljevala na ljubljanski AG  (1954–58) pri E. Portograndi). Leta 1959 je opravila še podiplomski študij v Ljubljani. V letih 1965–67 se je izpopolnjevala na konservatoriju v Parizu (L. Laskinova). Že med študijem je bila zaposlena: 1953–70 kot harfistka–solistka v orkestru Slovenske filharmonije in pri ansamblu Slavka Osterca (od njegove ustananovitve do 1969), sodelovala v simfoničnem orkkestru RTV Ljubljana in nekaj sezon v ljubljanski Operi. V letih 1970–76 je živela v Zagrebu in bila harfistka v simfoničnem in komornem orkestru RTV Zagreb. Leta 1976 je postala svobodna umetnica.